# Bron-Yr-Aur
Bron-Yr-Aur (velšsky „zlatý prsník“, v širším smyslu slova „kopec zlata“, či „kopec ze zlata“) je soukromá usedlost z 18. století na vzdáleném okraji Machynlleth ve Walesu, která se stala známá v souvislosti s anglickou rockovou skupinou Led Zeppelin.
V 50. letech 20. století se dostala do vlastnictví rodiny budoucího zpěváka Led Zeppelin, Roberta Planta. Využívali ji jako víkendovou chalupu. V roce 1970 na tomto místě pobývali Plant a kytarista skupiny Jimmy Page. Bylo to po dlouhém a vyčerpávajícím severoamerickém koncertním turné. Přestože neměli k dispozici tekoucí vodu a elektřinu, tak v klidu tohoto prostředí napsali a nahráli některé části jejich třetího studiového alba, Led Zeppelin III. Spolu s nimi na usedlosti byla Plantova manželka Maureen s osmnáctiměsíční dcerkou Carmen, Pageova přítelkyně Charlotte Martin a členové koncertního štábu skupiny Led Zeppelin Clive Coulson a Sandy MacGregor.
Ze spolupráce mezi Pagem a Plantem na usedlosti Bron-Yr-Aur v roce 1970 pocházejí i písně „Over the Hills and Far Away“ a „The Crunge“ (obě z alba Houses of the Holy), dále „The Rover“, „Bron-Yr-Aur“ a „Down by the Seaside“ z alba Physical Graffiti, „Poor Tom“ z alba Coda a tři písně použité na desce Led Zeppelin III: „Friends“, „Bron-Y-Aur Stomp“ a „That 's the Way“. Dvě skladby, „Another Way To Wales“ a „I Wanna Be Her Man“, se na oficiální hudební alba skupiny Led Zeppelin nedostaly.